# Mihai Gaidoș
Mihai Gaidos (n. 16 februarie 1986) este un fotbalist român. A evoluat în perioada 2004-2006 la echipa FC Armătura Zalău. Este un fotbalist de gabarit, având înălțimea de 1,90 m și o greutate de 88 de kg. În momentul în care echipa s-a desființat, Gaidos l-a urmat pe antrenorul Leo Grozavu la Universitatea Cluj. A jucat un total de 45 de meciuri pentru echipa clujeană, înscriind 22 de goluri, majoritatea din pasele genialului Robert Peter, alături de care s-a transferat în iunie 2007 la formația FC Middtyland din liga a doua daneză. Este component al echipei naționale de tineret a României pentru care a bifat până acuma 24 de prezențe, fiind, după Dan Mihai și Cătălin Rodina, pe locul trei în topul celor mai selectionați jucători de către Emil Săndoi.